# Walter A. Koch (Semiotiker)
Walter A. Koch (* 26. Juli 1934 in Hamm) ist ein deutscher Semiotiker.

## Leben
Walter A. Koch verbrachte seine Kindheit bis 1945 in Rostock. Nach dem Abitur 1955 in Hamm studierte er von 1955 bis 1961 Anglistik, Romanistik, Ostasienwissenschaften und Allgemeine und Vergleichende Sprachwissenschaft in Mainz, Neuchâtel und Münster. Im Jahr 1962 promovierte er mit der Arbeit „Zur Theorie des Lautwandels“. 1965 war er Studienrat im Hochschuldienst in Münster und hatte von 1968 bis 1999 als Professor an der Ruhr-Universität Bochum den Lehrstuhl für Anglistik und Semiotik inne. 1984 erfolgte die Gründung des interdisziplinären Bochumer Semiotischen Colloquiums (BSC).
Von Koch stammt der Gedanke, dass die Wiederkehr von Merkmalen der Phylogenese der Sprache in anderen Genesen zu erwarten ist. Er versucht von Parallelen in heute zu beobachtenden Sprachentwicklungen wie der des Kindes oder der von Kreolsprachen auf die Sprachevolution zurückzuschließen (sog. „Echogenese“). 
Koch lebt in Bochum.

## Schriften
- Genes vs. Memes. European University Press, Bochum 1986, ISBN 9783899660029.
- Gott und die Welt. European University Press, Bochum 1991, ISBN 9783934453746.
- The biology of literature. Brockmeyer, Bochum 1993. 3. Auflage 2004, ISBN 3-88339-740-7 (BPX, 14).
- mit Gabriel Altmann (Hrsg.): Systems: New Paradigms for the Human Sciences. de Gruyter, Berlin 1998, ISBN 3-11-015619-9.
- (Hrsg.): Die Welt der Lyrik. Universitäts-Verlag, Bochum 2002, ISBN 3-934453-77-5 (Bochumer Beiträge zur Semiotik, 39).
- (Hrsg.): Culture and Semiotics. Europäischer Universitätsverlag, Dülmen 2003, ISBN 9783934453203.
- (Hrsg.): Simple forms. An encyclopaedia of simple text types in lore and literature. Universitäts-Verlag, Bochum 1994. 3. Auflage: 2004, ISBN 3-934453-16-3 (Bochum publications in evolutionary cultural semiotics, 4).
- (Hrsg.): Geneses of language. Acta colloquii = Genesen der Sprache. Universitäts-Verlag, Bochum 1990. 3. Auflage: 2004, ISBN 3-934453-44-9 (BPX, 11).
- The wells of tears. A bio-semiotic essay on the roots of horror, comic, and pathos. 3. Auflage. Universitäts-Verlag, Bochum 2004, ISBN 3-934453-50-3 (Bochum publications in evolutionary cultural semiotics, 24).
- The Iconic Roots of Language. Essays on the Non-Arbitrary Origins of Human Communication. Books on Demand, Norderstedt 2008, ISBN 978-3-8334-7272-5
- Tractatus Logo-Philososphicus: On the Subquantum Foundations of the World. Books on Demand, Norderstedt 2009, ISBN 3839155223.